# Nelíbám
Nelíbám (v originále J'embrasse pas) je francouzsko-italský hraný film z roku 1991, který režíroval André Téchiné podle vlastního scénáře.

## Děj
Pierre se rozhodne opustit svůj rodný kraj v Pyrenejích a odjet do Paříže a věnovat se kariéře ve filmu. Jeho jediným kontaktem je zdravotní sestra, kterou potkal v Lurdech, když byl nosičem nosítek. Ta ho nezávazně pozvala, aby ji navštívil, pokud někdy bude v Paříži. Bohužel ho nemůže ubytovat, ale sežene mu práci umývače nádobí v nemocnici. Zde se seznámí se Saïdem, který ho na jednom večírku seznámí se starým gay párem. Pierre postupně objeví, zprvu s nechutí, svět prostituce. 

## Obsazení
| Manuel Blanc           | Pierre Lacaze                    |
| Philippe Noiret        | Romain                           |
| Emmanuelle Béart       | Ingrid                           |
| Hélène Vincent         | Evelyne                          |
| Ivan Desny             | Dimitri                          |
| Christophe Bernard     | chlap                            |
| Roschdy Zem            | Saïd                             |
| Raphaëline Goupilleau  | Mireille                         |
| Michèle Moretti        | profesorka dramatiky             |
| Philippe Adam          | falešný profesor dramatiky       |
| Jean-Christophe Bouvet | zákazník v lese                  |
| Paulette Bouvet        | matka Evelyne                    |
| Nathalie Schmidt       | Marguerite, Romainova asistentka |
| Grégory Herpe          | student                          |

## Ocenění
- César v kategorii nejslibnější herec (Manuel Blanc)
- Nominace na Cenu César v kategoriích nejlepší režisér (André Téchiné) a nejlepší herečka ve vedlejší roli (Hélène Vincent)